# クリス・アンダーセン
クリストファー・クロース・アンダーセン（Christopher Claus Andersen、1978年7月7日 - ）はアメリカ合衆国カリフォルニア州ロングビーチ出身のバスケットボール選手。NBAのデンバー・ナゲッツなどに所属していた。身長208cm、体重103.4kg。ポジションはセンターまたはパワーフォワード。愛称は「The Birdman（バードマン）」。

## 経歴
カリフォルニア州出身だが、テキサス州アイオラで生まれ育った。ヒューストン大学を中退した後、ブリンカレッジに入学した。1999-00シーズンに中国プロバスケットボールリーグの江蘇ドラゴンズに所属してプロキャリアがスタートした。この年はアメリカの独立リーグであるIBLのニューメキシコ・スラムでもプレイした。2000-01シーズンは独立リーグのIBAのFargo-Moorhead Beezと、SWBL（Southwest Basketball League）というテキサス州の小規模なリーグに所属した。
アンダーセンが注目を集めたのはNBAデベロップメント・リーグのドラフトにおいてフェイエットビル・ペイトリオッツ（2006年に消滅）より全体1位指名を受けてからである。ペイトリオッツでは6試合に出場し、平均6得点、5リバウンド、2.5ブロックショットを記録。2001年11月21日にNBAのデンバー・ナゲッツからコールアップ（NBAに呼ばれること）されて契約に至った。NBDL（現在の略称はNBADL）発足後、初めてNBAのチームと契約した記念すべき選手になった。
NBAデビューとなった2001-02シーズンは24試合の出場ながらも平均1.17ブロックショットを記録して守備に貢献した。続く2002-03シーズンと2003-04シーズンもナゲッツでプレイし、控えのセンターとして活躍。リバウンドとブロックを武器に人気を集めていった。2004年にはNBAオールスターゲームウィークエンドのスラムダンクコンテストに初出場した。
2004年オフにニューオーリンズ・ホーネッツへ移籍。2004-05シーズンもベンチから出場し、時には10リバウンド以上を稼ぐなど、チームにとって貴重なセンターとして貢献するようになった。なお、2年連続でスラムダンクコンテストに出場したが、失敗を繰り返し、会場がブーイングや笑い声に包まれてしまった。
ホーネッツ2年目となる2005-06シーズン途中の2006年1月25日、リーグの薬物規定（反薬物プログラム）に違反したとしてリーグから2年間の追放処分を受けた。ダンクコンテストに引き続いて、ファンやメディアから好ましくないことで注目を浴びる結果となってしまった。
2009年、デンバー・ナゲッツに復帰し、センターのネネイの控え役とし、過去最高のスタッツを残している。
2011-12シーズン終了後にデンバー・ナゲッツからアムネスティー条項適用により解雇され、2012-13シーズン開始時点ではどのチームとも契約に至らなかったが、リバウンド面で補強を模索していたマイアミ・ヒートと2013年1月20日に1度目、30日に2度目の10日間契約を結び、3度目の契約でシーズン終了までの契約に合意。そして初のNBAチャンピオンを経験した。
2014年7月19日にマイアミ・ヒートとの2年総額1,000万ドルの再契約に合意した。
2016年2月16日に3チームが絡むトレードでメンフィス・グリズリーズへ移籍した。
7月8日にクリーブランド・キャバリアーズとの契約に合意し、ヒート時代以来レブロン・ジェームズ、ジェームズ・ジョーンズと再びチームメートとなった。しかし、12月の全体練習中に右膝の前十字靭帯を断裂し、2016-17シーズン残り試合の全休が決定した。
2017年2月13日に2017年のプロテクト付き2巡目指名権とのトレードで、金銭と共にシャーロット・ホーネッツへ移籍したが、直後にホーネッツから解雇された。

## 個人成績

### NBA

#### レギュラーシーズン
| シーズン | チーム | GP  | GS | MPG  | FG%  | 3P%  | FT%  | RPG | APG | SPG | BPG | PPG |
| -------- | ------ | --- | -- | ---- | ---- | ---- | ---- | --- | --- | --- | --- | --- |
| 2001–02  | DEN    | 24  | 1  | 10.9 | .338 | .000 | .786 | 3.2 | .3  | .3  | 1.2 | 3.0 |
| 2002–03  | DEN    | 59  | 3  | 15.4 | .400 | .000 | .550 | 4.6 | .5  | .5  | 1.0 | 5.2 |
| 2003–04  | DEN    | 71  | 0  | 14.5 | .443 | .000 | .589 | 4.2 | .5  | .5  | 1.6 | 3.4 |
| 2004–05  | NOH    | 67  | 2  | 21.3 | .534 | .000 | .689 | 6.1 | 1.1 | .2  | 1.5 | 7.7 |
| 2005–06  | NOH    | 32  | 2  | 17.8 | .571 | ---  | .476 | 4.8 | .2  | .3  | 1.3 | 5.0 |
| 2007–08  | NOH    | 5   | 0  | 6.8  | .286 | ---  | .500 | 1.8 | .0  | .0  | .8  | 1.2 |
| 2008–09  | DEN    | 71  | 1  | 20.6 | .548 | .200 | .718 | 6.2 | .4  | .6  | 2.5 | 6.4 |
| 2009–10  | DEN    | 76  | 0  | 22.3 | .566 | .000 | .695 | 6.4 | .4  | .6  | 1.9 | 5.9 |
| 2010–11  | DEN    | 45  | 0  | 16.3 | .599 | .000 | .637 | 4.9 | .4  | .5  | 1.3 | 5.6 |
| 2011–12  | DEN    | 32  | 1  | 15.2 | .546 | ---  | .610 | 4.6 | .2  | .6  | 1.4 | 5.3 |
| 2012–13† | MIA    | 42  | 0  | 14.9 | .577 | .667 | .677 | 4.1 | .4  | .4  | 1.0 | 4.9 |
| 2013–14  | MIA    | 72  | 0  | 19.4 | .664 | .250 | .710 | 5.3 | .3  | .4  | 1.3 | 6.6 |
| 2014–15  | MIA    | 60  | 20 | 18.9 | .580 | .308 | .667 | 5.0 | .7  | .4  | 1.0 | 5.3 |
| 2015–16  | MIA    | 7   | 1  | 5.1  | .400 | .400 | .750 | 1.3 | .4  | .1  | .4  | 1.9 |
| 2015–16  | MEM    | 20  | 14 | 18.3 | .548 | .222 | .688 | 4.5 | .5  | .7  | .5  | 4.6 |
| 2016–17  | CLE    | 12  | 0  | 9.5  | .409 | .000 | .714 | 2.6 | .4  | .4  | .6  | 2.3 |
| 通算     | 通算   | 695 | 45 | 17.7 | .532 | .221 | .654 | 5.0 | .5  | .4  | 1.4 | 5.4 |

#### プレーオフ
| シーズン | チーム | GP | GS | MPG  | FG%  | 3P%  | FT%  | RPG | APG | SPG | BPG | PPG |
| -------- | ------ | -- | -- | ---- | ---- | ---- | ---- | --- | --- | --- | --- | --- |
| 2004     | DEN    | 5  | 0  | 6.8  | .333 | ---  | .000 | 2.8 | .4  | .2  | .4  | 1.2 |
| 2009     | DEN    | 15 | 0  | 21.9 | .630 | .000 | .659 | 6.3 | .6  | .3  | 2.1 | 6.5 |
| 2010     | DEN    | 6  | 0  | 19.3 | .529 | ---  | .643 | 4.5 | .2  | .2  | 1.0 | 4.5 |
| 2011     | DEN    | 5  | 0  | 14.6 | .636 | ---  | .714 | 2.8 | .6  | .6  | 1.4 | 4.8 |
| 2013†    | MIA    | 20 | 0  | 15.2 | .807 | ---  | .735 | 3.8 | .2  | .5  | 1.1 | 6.4 |
| 2014     | MIA    | 18 | 0  | 17.6 | .579 | .000 | .684 | 5.9 | .3  | .3  | 1.0 | 5.1 |
| 2016     | MEM    | 4  | 2  | 19.8 | .417 | ---  | .625 | 7.8 | .8  | .5  | .8  | 3.8 |
| 通算     | 通算   | 73 | 2  | 17.1 | .631 | .000 | .689 | 5.0 | .4  | .4  | 1.2 | 5.3 |

## その他
腕に自身のニックネームである「バードマン」にちなんで、赤い翼のタトゥーをいれている。ほかにも首などにもカラフルなタトゥーがある。モヒカンのヘアースタイルも特徴。